# Taboe (televisieprogramma)
Taboe is een Vlaams televisieprogramma uit 2018 van Panenka en uitgezonden op Eén. In het programma gaat Philippe Geubels op zoek naar de grenzen van humor.
Het programma won wereldwijd tal van prijzen en werd in 2019 genomineerd voor de International Emmy Awards. Taboe kreeg een remake in verschillende landen, waaronder Australië, Zwitserland, Canada en Spanje.
In 2020 zijn de opnames van een tweede seizoen gestart. In het voorjaar van 2022 komt seizoen 2 van Taboe op antenne. Seizoen 3 is begin 2025 uitgezonden.

## Concept
Philippe Geubels nodigt elke aflevering voor een week een viertal mensen uit in zijn vakantiehuis. Personen met een fysieke handicap, mensen die lijden aan een ongeneeslijke ziekte, holebi's enzovoort. Kortom mensen waar men in eerste instantie niet zou mee lachen. Hij gaat samen met hen op stap, verkent de streek en luistert naar ieders verhaal. Daarnaast brengt hij een stand-upcomedyvoorstelling over het thema van die week voor een zaal vol lotgenoten, met zijn gasten op de eerste rij. Tot slot daagt hij zijn gasten ook uit om passanten met verborgen camera voor de gek te houden.

## Afleveringen

### Seizoen 1
| Afl. | Uitzenddatum     | Thema                        | Kijkcijfers live (uitgesteld) |
| ---- | ---------------- | ---------------------------- | ----------------------------- |
| 1    | 21 januari 2018  | Fysieke beperking            | 1.527.192 (1.791.717)         |
| 2    | 28 januari 2018  | Ongeneeslijke ziekte         | 1.693.706 (1.862.176)         |
| 3    | 4 februari 2018  | Mensen met andere huidskleur | 1.619.367 (1.778.192)         |
| 4    | 11 februari 2018 | Visuele beperking            | 1.582.845 (1.771.238)         |
| 5    | 18 februari 2018 | Armoede                      | 1.595.417 (1.776.098)         |
| 6    | 25 februari 2018 | Psychische kwetsbaarheid     | 1.568.207 (1.762.192)         |
| 7    | 4 maart 2018     | Holebi's                     | 1.638.306 (1.822.334)         |
| 8    | 11 maart 2018    | Mensen met obesitas          | 1.639.000 (1.857.674)         |
| -    | 18 maart 2018    | Compilatie                   | 1.444.964 (1.519.568)         |

### Seizoen 2
| Afl. | Uitzenddatum     | Thema                                           | Kijkcijfers live (uitgesteld) |
| ---- | ---------------- | ----------------------------------------------- | ----------------------------- |
| 1    | 26 december 2021 | Mensen met een autismespectrumstoornis          | 1.279.897 (1.566.714)         |
| 2    | 2 januari 2022   | Vrouwen                                         | 1.267.989 (1.539.809)         |
| 3    | 9 januari 2022   | Senioren                                        | 1.569.371 (1.767.682)         |
| 4    | 16 januari 2022  | Mensen met een onvervulde kinderwens            | 1.433.167 (1.670.538)         |
| 5    | 23 januari 2022  | Mensen met een opvallend uiterlijk              | 1.474.755 (1.491.430)         |
| 6    | 30 januari 2022  | Mensen die geworsteld hebben met een verslaving | 1.316.281 (1.610.783)         |
| 7    | 6 februari 2022  | Genderdiversiteit                               | 1.575.769 (1.762.059)         |
| -    | 13 februari 2022 | Compilatie                                      | 1.194.377                     |

### Seizoen 3
| Afl. | Uitzenddatum     | Thema                                             | Kijkcijfers live (uitgesteld) |
| ---- | ---------------- | ------------------------------------------------- | ----------------------------- |
| 1    | 2 februari 2025  | Mensen die iemand hebben verloren door zelfdoding | 967.534                       |
| 2    | 9 februari 2025  | Mensen op de vlucht                               |                               |
| 3    | 16 februari 2025 | Doven en slechthorenden                           |                               |
| 4    | 23 februari 2025 | Mensen met het syndroom van Gilles de la Tourette |                               |
| 5    | 2 maart 2025     | Slachtoffers van misbruik en mishandeling         |                               |
| 6    | 9 maart 2025     | Vrouwen in de menopauze                           |                               |
| 7    | 16 maart 2025    | Mensen die leven met dementie                     |                               |
| -    | 23 maart 2025    | Compilatie                                        |                               |